# Большой Коклан
Большо́й Коклан — озеро на границе Курганской и Челябинской областей.

## География
Расположено на границе Курганской и Челябинской областей, вблизи границы со Свердловской областью. Ближайшие населённые пункты: Акчакуль, Иксанова и Кумкуль. Ранее существовал посёлок Коклан,  упразднённый в 2004 году, до 1963 года  обозначавшийся как населённый пункт при овце-товарной ферме 4-го отделения совхоза «Синарский».
Дорога труднопроходима, берега заболоченные.

## Фауна
В озере водятся серебряный карась, ротан.